# Malika Haimeur

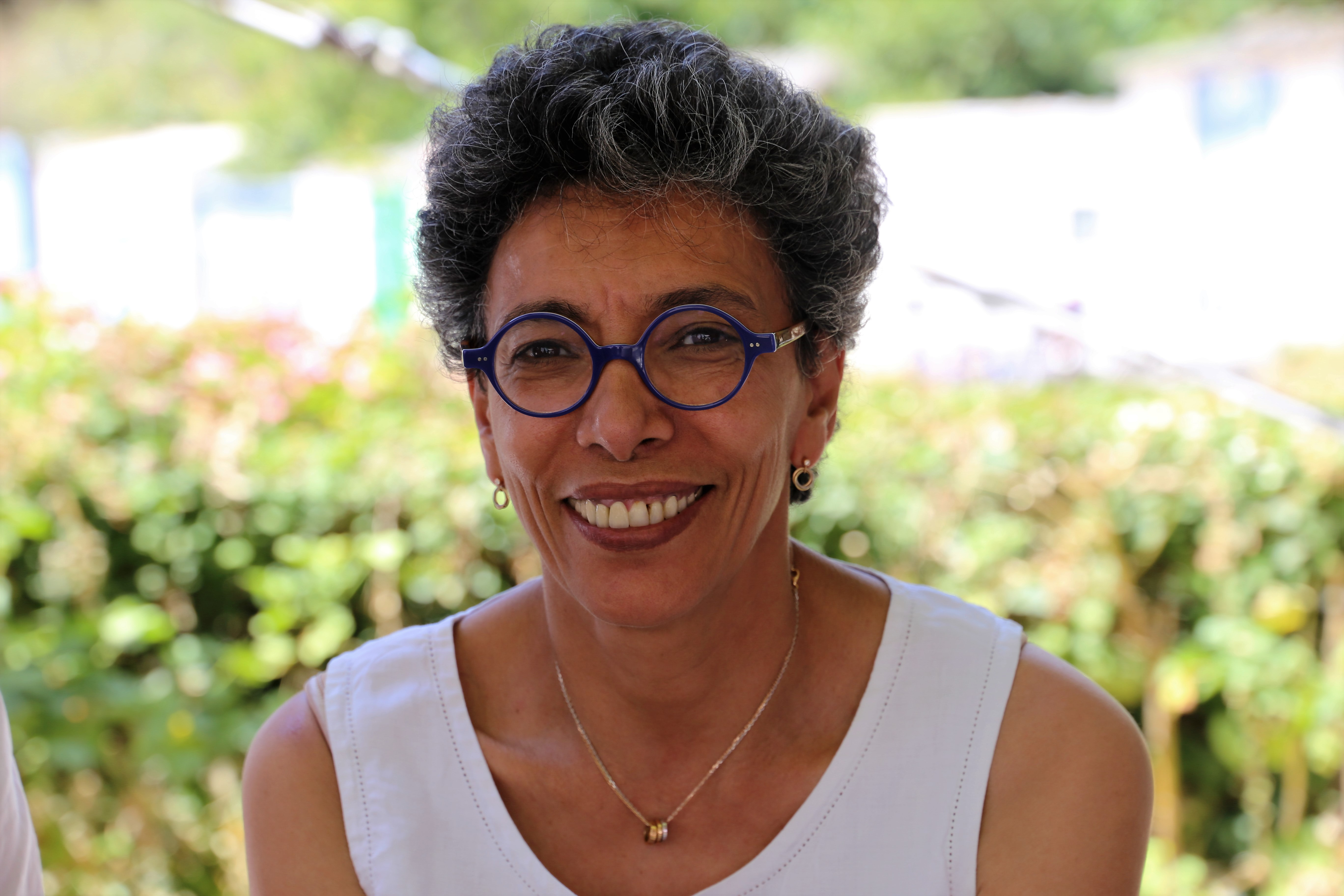
Malika Haimeur in 2017

Malika Haimeur (* 7. September 1956 in Le Rove, Bouches du Rhône) ist eine französische Ingenieurin und Chemikerin.

## Leben
Malika Haimeur absolvierte ein naturwissenschaftliches Abitur, dann einen Bachelor und einen Master in Chemie. Sie setzte ihr Studium am Institut für Petrochemie und industrielle organische Synthese fort, der heutigen École Centrale de Marseille, wo sie 1984 ihr Ingenieurdiplom erhielt.
1984 begann sie ihre berufliche Laufbahn in einem Labor für chemische Prozessentwicklung der Gruppe Rhône-Poulenc in Décines.
Nach einer Karriere in der Forschung und Entwicklung der Gruppe Rhône Poulenc, die später zu Aventis und dann zu Sanofi Aventis wurde, leitet sie ab dem Jahr 2007 die Produktionsstandorte Mourenx und Sisteron des Pharmakonzerns Sanofi. Der Standort Sisteron ist einer der größten in der PACA-Region im Bereich der pharmazeutischen Chemie. Im Jahr 2010 wurden an diesem Standort jährlich etwa 750 bis 800 Tonnen von etwa fünfzehn Wirkstoffen für Arzneimittel hergestellt. Malika Haimeur ist für fast tausend Mitarbeiter verantwortlich und leitet unter anderem den Einkauf, den Versand und die Sicherheit am Standort. Sie ist für die Herstellung von Wirkstoffen für Arzneimittel wie Plavix verantwortlich.
Im Jahr 2011 wurde sie zur Vizepräsidentin für Forschung und Entwicklung der Sanofi-Gruppe befördert. Sie wird dieses Amt bis 2015 innehaben.
Seit Juni 2017 ist sie Präsidentin des Verwaltungsrats der École nationale supérieure de chimie de Rennes.

## Auszeichnungen
- 2010: Ritter des französischen Verdienstordens Ordre national du Mérite[2]
- 2009: Irène Joliot-Curie-Preis in der Kategorie „Frauen & Wirtschaft“[1]
- 2012: Ritter der Ehrenlegion Légion d’honneur[6]